# Sessions@AOL (EP de Nelly Furtado)
Sessions@AOL es un EP en vivo de la cantautora canadiense Nelly Furtado. Fue lanzado el 30 de marzo del 2004 en descarga digital a nivel mundial.

## Lista de canciones
1. "Powerless (Say What You Want) (Live)"  – 3:25
2. "Try (Live)", 4:12.
3. "Explode (Live)", 3:38.
4. "I'm Like a Bird (Live)", 4:45.